# Viliam Judák
Villiam Judák (Harvelka, 1957. november 9.) a Nyitrai egyházmegye megyéspüspöke.

## Élete
Nyitrán szolgált papként, ahol 1991-ben teológiai doktorátust szerzett, majd 1996–2001 között a nyitrai Szent Gorazd Szeminárium rektora volt. Ezután a pozsonyi Comenius Egyetem dékánja (2001–2004).
Keresztény antikvitásokra és a középkori szlovák egyházi történelemre szakosodott akadémikus, számos monográfia, könyvek, cikkek és publikációk szerzője a keresztény történelem területén. Németül és olaszul beszél.

## Művei
- JUDÁK, Viliam. Arcibiskup svätého života. Bratislava : LÚČ : Biskupský úrad v Nitre, 1992. ISBN 807114049X. S. 176.
- JUDÁK, Viliam. Krížová cesta národných svätcov. Ilustrácie Bebjak, Ľudovít. Nitra : Kňazský seminár sv. Gorazda, 1996. ISBN 8088741122. S. 62.
- JUDÁK, Viliam; HANKO, Igor. Od Gorazda ku gorazdovcom. Obál. Norbert Pšenčík. Nitra : Kňazský seminár sv. Gorazda, 1994. ISBN 8088741076. S. 79.
- JUDÁK, Viliam : Všedný deň v Božej prítomnosti.  Nitra : Kňazský seminár sv. Gorazda, 1995.  158 s. (Myšlienky z éteru ; Zv. 2) ISBN 80-88741-09-2
- JUDÁK, Viliam : Návraty k rodnej hrude : Stručné dejiny Riečnice a Harvelky.  Nitra : Kňazský seminár sv. Gorazda, 1995.  85 s. ISBN 80-88741-08-4
- JUDÁK, Viliam – ČEKOVSKÁ, Edita : Prehľadné cirkevné dejiny.  Bratislava : Lúč, 1996. 304 s. ISBN 80-7114-187-9
- JUDÁK, Viliam : Jubilejné roky v živote Cirkvi.  Nitra : Kňazský seminár sv. Gorazda, 1997.  58 s.
- JUDÁK, Viliam. Jubilejné roky v dejinách. Preklad Košťál, Anton. Nitra : Kňazský seminár sv. Gorazda, 1997. ISBN 8088741181. S. 128.
- JUDÁK, Viliam – ARGALÁŠ, Dušan: Dar všedného dňa. Nitra : Kňazský seminár sv. Gorazda, 1997.  165 s. (Myšlienky z éteru ; Zv. 3). ISBN 80-88741-19-X
- JUDÁK, Viliam : V jasliach položený : Vianočné úvahy.  Nitra : Kňazský seminár sv. Gorazda, 1998.  179 s. ISBN 80-88741-25-4
- JUDÁK, Viliam. Nitrianske biskupstvo v dejinách. Novotná, Marta (fot). Bratislava : Ústav pre vzťahy štátu a cirkvi, 1999. ISBN 8096824651. S. 76.
- JUDÁK, Viliam. Sv. Svorad – Patrón mesta Nitra. Nitra : Kňazský seminár sv. Gorazda, 1999. ISBN 8088741289. S. 173.
- ĎURICA, Milan Stanislav – HAĽKO, Jozef – HIŠEM, Cyril – CHALUPECKÝ, Ivan – JUDÁK, Viliam – KOLLÁR, Pavol – KOVÁČ, Michal A. – DLUGOŠ, František – *KAČÍREK, Ľuboš – LETZ, Róbert : Lexikón katolíckych kňazských osobností Slovenska. 1.vyd. Bratislava : Lúč, 2000. 852 s. ISBN 80-7114-300-6
- JUDÁK, Viliam  – ARGALÁŠ, Dušan: Dotyk s novým dňom. Nitra : Kňazský seminár sv. Gorazda, 2000.  199 s. (Myšlienky z éteru ; Zv. 4.) ISBN 80-88741-33-5
- JUDÁK, Viliam: Nitrianska diecéza – desať rokov s kardinálom1990-2000.  1. vyd.  Bratislava : Lúč, 2000.  133 s. ISBN 80-7114-294-8
- BERNADIČ, František – JUDÁK, Viliam: Rozpomienky kňaza. Nitra : Kňazský seminár sv. Gorazda, 2000. 294 s. ISBN 80-88741-34-3
- MICHALOV, Jozef – JUDÁK, Viliam: Ranokresťanská filozofia.  Nitra : UKF, 2000. 163 s. ISBN 80-8050-333-8
- JUDÁK, Viliam : Nový život s Kristom : Pôstne a veľkonočné úvahy.  Nitra : Kňazský seminár sv. Gorazda, 2001. 215 s. ISBN 80-88741-37-8
- JUDÁK, Viliam : Dejiny mojej Cirkvi.  Trnava : Spolok svätého Vojtecha, 2002.  179 s. ISBN 80-7162-405-5
- JUDÁK, Viliam  – ARGALÁŠ, Dušan: Pre nový Boží deň.  Nitra : Kňazský seminár sv. Gorazda, 2002. 181 s. (Myšlienky z éteru ; Zv. 5) ISBN 80-88741-20-3
- JUDÁK, Viliam : In Ecclesia Dei : Vybrané rozpravy o cirkevných dejinách v náboženskej relácii Slovenského rozhlasu "Cesty". 1. vyd.  Nitra : Kňazský seminár sv. Gorazda, 2003.  304 s.  (Studia Theologica Nitriensia) ISBN 80-8874-1432
- JUDÁK, Viliam : Úsvit nového dňa. Trnava : Spolok svätého Vojtecha, 2003. 175 s. (Myšlienky z éteru ; Zv. 6) ISBN 80-7162-464-0
- JUDÁK, Viliam: Modlime sa za kňazov. 1. vyd. Trnava : Spolok svätého Vojtecha, 2003. 187 s. ISBN 80-7162 443-8
- JUDÁK, Viliam : Na ceste k všednému dňu. Nitra : Kňazský seminár sv. Gorazda, 2004.  211 s.  (Myšlienky z éteru ; Zv. 7) ISBN 80-88741-53-X
- JUDÁK, Viliam : Dejiny mojej Cirkvi. Trnava : Spolok svätého Vojtecha, 2004.  221 s. ISBN 80-7162-503-5
- JUDÁK, Viliam: V dome našej matky:100 rokov kostola v Riečnici. Čadca : Magma, 2005. 96 s. ISBN 80-968041-2-X
- POLÁČIK, Štefan – JUDÁK, Viliam : Atlas Katolíckej cirkvi na Slovensku, [Atlas of the Catholic Church in Slovakia].  1. vyd. Bratislava : Rímskokatolícka cyrilometodská bohoslovecká fakulta UK, 2005. 272 s. + 111 máp  ISBN 80-88696-39-9
- JUDÁK, Viliam : Kresťanstvo v antickom svete. 1. vyd. Bratislava : Univerzita Komenského v Bratislave vo Vydavateľstve UK, 2006.  112 s. ISBN 80-223-2170-2
- VRAGAŠ, Štefan – JUDÁK, Viliam – GAVENDA, Marián – VNUK, František : Teologický a náboženský slovník : 1. diel A – K. 1. vyd. Trnava : Spolok svätého Vojtecha, 2006. 352 s. ISBN 80-7162-620-1
- DIAN, Daniel – JUDÁK, Viliam : Každý deň so svätými : 1. diel. Trnava : Spolok svätého Vojtecha, 2006.  199 s. ISBN 80-7162-618-X
- JUDÁK, Viliam: Z riečnických a harvelských dvorov.  Čadca : Magma, 2006.  64 s.
- JUDÁK, Viliam: Nitrianske biskupstvo od čias Metodových. Druhé upravené vyd.  Nitra : Gorad n. f. Kňazský seminár sv. Gorazda, 2006. 75 s. ISBN 80-88741-64-5
- JUDÁK, Viliam : V Božej prítomnosti : Myšlienky z éteru 8. Nitra : Kňazský seminár sv. Gorazda, 2006. 259 s. ISBN 80-88741-66-1
- DIAN, Daniel – JUDÁK, Viliam: Každý deň so svätými : 2. diel. Trnava : Spolok svätého Vojtecha, 2007.  207 s. ISBN 978-80-7162-679-4
- JUDÁK, Viliam: Na minutu s Viliamem Judákem : Adventní a vánoční zamyšlení. Kostelní Vydří Karmelitánské nakladatelství, 2007. – 111 s. ISBN 978-80-7195-136-0
- JUDÁK, Viliam: Adventné a vianočné zamyslenia.  Bratislava : Karmelitánske nakladateľstvo, 2008.  106 s. ISBN 978-80-8923-116-4
- JUDÁK, Viliam; POLÁČIK, Štefan. Katalóg patrocínií na Slovensku. Ed. Viliam Judák : Štefan Poláčik; preklad resumé Eva Benčíková. Bratislava : Rímskokatolícka cyrilometodská bohoslovecká fakulta UK, 2009. ISBN 9788096978731. S. 476.
- JUDÁK, Viliam, a kolektív Nitriansky hrad a Katedrálny chrám – Bazilika sv. Emeráma. Ilustrácie fotografie: Matej Plekanec, Vladimír Plekanec, Jozef Medvecký. Nitra : Biskupský úrad, 2012. ISBN 9788097105754. S. 159.
- JUDÁK, Viliam : Živé dedičstvo.  Bratislava : Karmelitánske nakladateľstvo, 2012. 140 s. ISBN 978-80-8135-016-0
- JUDÁK, Viliam: Boh sa rodí v nás : Adventné a vianočné pohľady.  Bratislava : Karmelitánske nakladateľstvo, 2012. 128 s. ISBN 978-80-8135-037-5
- JUDÁK, Viliam: Vo všetkom láska : životopisný profil ThDr. Eduarda Nécseya. Nitra : Kňazský seminár sv. Gorazda, 2012. 415 s. ISBN 978-80-89481-14-9
- JUDÁK, Viliam: Aj ja som ho ukrižoval : okrajové veľkonočné postavy. Bratislava : Karmelitánske nakladateľstvo, 2012. 118 s. ISBN 978-80-8135-014-6
- JUDÁK, Viliam : Z múdrosti našich otcov. 2. doplnené vydanie.  Nitra : Biskupský úrad, 2012. 210 s. ISBN 978-80-89481-17-0
- JUDÁK, Viliam – LIBA, Peter: Od Petrovho stolca k Veľkej Morave.  1. vyd. Trnava : Spolok svätého Vojtecha, 2012. 177 s. ISBN 978-80-7162-930-6
- JUDÁK, Viliam: Deň s Bohom. Bratislava: Karmelitánske nakladateľstvo, 2013. 218 s. ISBN 978-80-8135-045-0

MÁJEK, Stanislav-JUDÁK, Viliam: Svedecká výpoveď Dr. Karola Kmeťku v súdnom procese s Dr. Jozefom Tisom. Bratislava : Stanislav Májek, 2013. 163 s. ISBN 978-80-970431-3-1
- JUDÁK, Viliam: Pane, mám čas. I. časť. Trnava: SSV, 2014. 373 s. ISBN 978-808161-091-2
- JUDÁK, Viliam: Pane, mám čas. II. časť. Trnava: SSV, 2014. 375 s.  helytelen ISBN kód: 978-808161-091-9
- JUDÁK, Viliam. Mobilizácia dobroty. Zamyslenia na čas Adventu a Vianoc.  SSV: Trnava, 2015, 125 s. ISBN 978 80 8161 194 0
- JUDÁK, Viliam. Boží priatelia. Slovenské martyrológium. SSV: Trnava 2016, 634 s. ISBN 9788081 612220
- JUDÁK, Viliam. Dať životu dušu. Slovo na deň všedný i sviatočný. SSV: Trnava 2016, 186 s. ISBN 978-80-8161-242-8.
- JUDÁK, Viliam. Kňazi dneška. Duchovné cvičenia pre kňazov. Nitra: Kňazský seminár sv. Gorazda, 2017, 279 s. ISBN 978 80 89481 40 8
- JUDÁK, Viliam-MUCHA, Marek: Dom na Skale. Katedrála slovom i obrazom. Nitra: Gorazd, n.f., Kňazský seminár sv. Gorazda, 2017, s. 93.  helytelen ISBN kód: 978-80-89-491-42-2

## Fordítás
Ez a szócikk részben vagy egészben  a   Viliam Judák című angol Wikipédia-szócikk fordításán alapul.  Az eredeti cikk szerkesztőit annak laptörténete sorolja fel. Ez a jelzés csupán a megfogalmazás eredetét és a szerzői jogokat jelzi, nem szolgál a cikkben szereplő információk forrásmegjelöléseként.